# Нерано (Напуљ)
Нерано је насеље у Италији у округу Напуљ, региону Кампанија.
Према процени из 2011. у насељу је живело 414 становника. Насеље се налази на надморској висини од 113 м.